# Gneisenau (Schiff, 1942)
Die Fregatte Gneisenau (F 212) der Bundesmarine war ein Schulschiff, benannt nach dem preußischen Generalfeldmarschall August Neidhardt von Gneisenau (1760–1831). Das Schiff lief 1943 als HMS Oakley  für die Royal Navy vom Stapel und war im Zweiten Weltkrieg im Einsatz. 

1958 bis 1966 diente die Gneisenau als Artillerieschulschiff bei der Bundesmarine. 1977 wurde sie abgewrackt.

## Geschichte

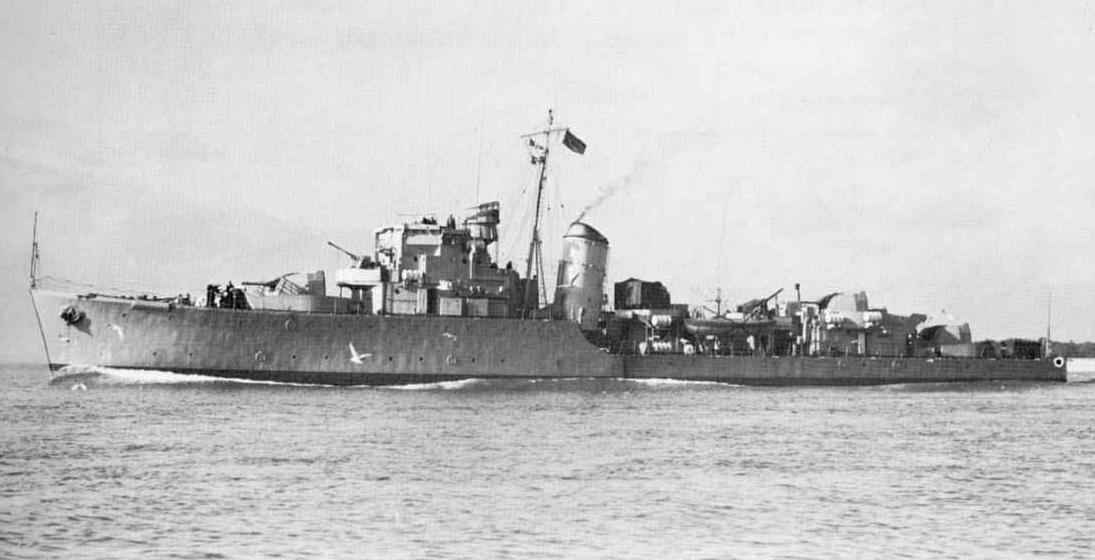
HMS Oakley (II)

Die spätere Gneisenau wurde als Geleitzerstörer der Hunt-Klasse für die Royal Navy gebaut. Auf der Basis des Kriegsbauprogramms bestellte die Navy am 20. Dezember 1939 16 zusätzliche Schiffe der Hunt-Klasse, von denen zwei bei Yarrows in Glasgow gebaut werden sollten. Die bekannte Zerstörerwerft hatte vor dem Kriegsbeginn Aufträge für vier Schiffe der Klasse erhalten, die zwischen Juli und Dezember 1940 als Schiffe des „Typs I“ fertiggestellt wurden und mit dem ersten Kriegsbauprogramm im September den Auftrag für zwei weitere Boote erhalten, die als Boote vom „Typ II“ fertiggestellt wurden. Das erste Boot des neuen Auftrags mit der Baunummer 1753, dessen Kiellegung am 19. August 1940 erfolgte, sollte den Namen Tickham erhalten. Beim Stapellauf am 15. Januar 1942 erhielt der Neubau den Namen HMS Oakley. Diesen Namen hatte zuvor schon ein auf dem High Walker yard von Vickers-Armstrong gebautes Schwesterschiff erhalten, das bei seiner Fertigstellung der polnischen Marine zur Verfügung gestellt wurde und 7. Juni 1941 in ORP Kujawiak umbenannt wurde.
Durch einen Bombenangriff auf die Bauwerft verzögerte sich die Fertigstellung der Oakley bis zum 7. Mai 1942.

### Einsätze unter britischer Flagge
Bis zum Ende des Jahres 1942 übernahm die Oakley Sicherungsaufgaben im Nordostatlantik bei der Zufahrt von Konvois zu den britischen Inseln, der Bereitstellung von Tankern für Nordmeergeleite und defensiven Minenunternehmen.

Im Februar 1943 verlegte der Geleitzerstörer als Sicherung eines Konvois ins westliche Mittelmeer nach Bone und war dann im Juni an der Sicherung der alliierten Landung in Sizilien beteiligt (Operation Husky). Im Frühjahr 1944 fiel die Oakley nach einer Grundberührung bei Tarent lange aus und kam dann wieder als Sicherungsfahrzeug bei der alliierten Landung in Südfrankreich (Operation Dragoon) zum Einsatz. Die Oakley verlegte dann in die Ägäis und nahm an der Wiedereinnahme von Athen teil.

Vor einem geplanten Einsatz in Südostasien verlegte die Oakley zur Instandsetzung nach Chatham, von wo sie noch einige Nordseeeinsätze fuhr. Im April 1945
begann die Verlegung nach Asien. In Tarent wurden noch einige Nachbesserungen vorgenommen und das Schiff ging schließlich von dort zurück nach Großbritannien, wo es Ende 1945 der Reserve zugeordnet wurde.
Die Oakley befand sich lange in einem hohen Bereitschaftszustand und wurde schließlich
1957 an die Bundesrepublik Deutschland verkauft.

### Deutsche Schulfregatte

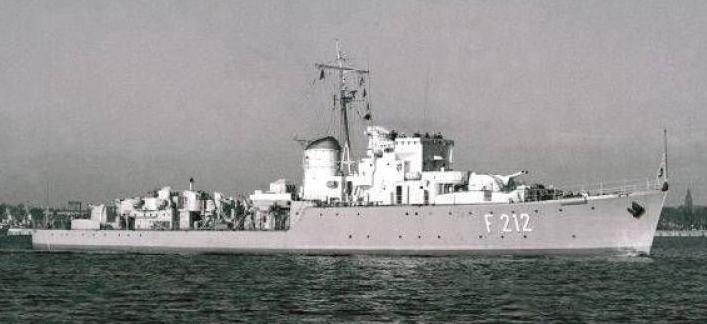
Die Gneisenau noch mit britischen Waffen

Deutschland erwarb im Rahmen der Wiederbewaffnung vom Vereinigten Königreich Schiffe für den Einsatz als Schulfregatten. Insgesamt befanden sich sieben Schulfregatten in dieser Aufbauphase im Dienst der Bundesmarine, die der Einfachheit halber unter dem Oberbegriff Schulfregatten Klasse 138 zusammengefasst waren, obwohl sie keinesfalls alle baugleich waren. Als erste dieser Einheiten wurde die HMS Oakley (II) als Gneisenau (F212) am 18. Oktober 1958 in Dienst gestellt. Sie war die einzige Schulfregatte vom Typ Hunt II, zwei weitere Einheiten entstanden aus Schiffen vom Typ Hunt III und vier weitere aus Sloops vom Typ Black Swan.
Die Gneisenau wurde für die Marineartillerieschule in Dienst gestellt. Bewaffnet war das Schiff noch mit seiner Ursprungsbewaffnung von drei 102-mm-L/45-Mk XVI-Zwillingsgeschützen, einem 2pdr-40-mm-Flak-Vierling und zwei Oerlikon-20-mm-Maschinenkanonen. Diese wurde Ende des Jahres auf zwei 102-mm-Zwillingsgeschütze und zwei einzelne ältere 40-mm-Boforsgeschütze reduziert. Die Fregatte führte auch kürzere Auslandsreisen durch und besuchte unter anderem Biarritz, Dublin und Norwegen.
Am 28. Oktober 1962 wurde die Gneisenau außer Dienst gestellt und mit den Standardwaffen der Neubauten der Bundesmarine ausgestattet. Sie wurde bei den Howaldtswerken in Hamburg modernisiert und erhielt eine automatische 100-mm-Kanone französischer Herkunft auf der Back sowie zwei einzelne Bofors-40-mm-L/70-Geschütze auf dem langen Decksaufbau. Am Heck dann noch eine Doppellafette vom gleichen Typ. Umgebaut kam sie am 5. März 1964 wieder in Dienst.
Ab 1965 war sie nur noch stationäres Schulschiff und wurde am 30. Juni 1966 außer Dienst gestellt.

Das 1968 der Reserveflottille zugeordnete Schiff wurde eingemottet. Am 30. September 1972 wurde die Gneisenau aus der Kriegsschiffliste gestrichen und ab dem 20. November 1972 im Marinearsenal Wilhelmshaven ausgeschlachtet. Im Oktober 1976 wurde sie zum Abbruch verkauft und ab Januar 1977 in den Niederlanden abgewrackt. Teile des Vorhaltrechners der Gneisenau befinden sich heute in der Informatik-Sammlung der Universität Erlangen-Nürnberg.

## Andere Kriegsschiffe mit dem NamenGneisenau
Nach August Neidhardt von Gneisenau wurden mehrere deutsche Kriegsschiffe benannt:
- Die Gneisenau von 1879, eine Dreimast-Kreuzerfregatte, die als Kadettenschulschiff der Kaiserlichen Marine 1900 bei Málaga sank (44 Tote)
- Die Gneisenau von 1906, ein Großer Kreuzer (Panzerkreuzer) der Scharnhorst-Klasse der Kaiserlichen Marine
- Die Gneisenau von 1939, ein Schlachtschiff der Scharnhorst-Klasse der Kriegsmarine